# Обињи ле Поте
Обињи ле Поте (фр. Aubigny-les-Pothées) насеље је и општина у североисточној Француској у региону Шампања-Ардени, у департману Ардени која припада префектури Шарлвил Мезјер.
По подацима из 2011. године у општини је живело 352 становника, а густина насељености је износила 33,78 становника/km². Општина се простире на површини од 10,42 km². Налази се на средњој надморској висини од 195 метара.

## Демографија
| 1962. | 1968. | 1975. | 1982. | 1990. | 1999. | 2011. |
| ----- | ----- | ----- | ----- | ----- | ----- | ----- |
| 375   | 410   | 392   | 360   | 319   | 319   | 352   |

График промене броја становника у току последњих година